# Parada de Paseo de la Estación
Paseo de la Estación es una parada de cabecera de la Línea 1 del Tranvía de Jaén situada en el centro de la ciudad, al inicio de la avenida del mismo nombre.

## Accesos
Paseo de la Estación: Paseo de la Estación, 3 (frente a Oficina Principal de Caja Rural de Jaén) 

## Líneas y correspondencias
| << cabecera          | < parada             | Línea | parada >     | cabecera >>   |
| -------------------- | -------------------- | ----- | ------------ | ------------- |
| Estación de cabecera | Estación de cabecera |       | Las Batallas | Vaciacostales |